# Arenas
Arenas – gmina w Hiszpanii, w prowincji Malaga, w Andaluzji, o powierzchni 26,3 km². W 2011 roku gmina liczyła 1411 mieszkańców.